# Descriptiones Plantarum ex Capite Bonae Spei
Descriptiones Plantarum ex Capite Bonae Spei, (abreviado Descr. Pl. Cap.), é uma revista ilustrada, em língua alemã, com descrições botânicas que foi editada pelo botânico e pteridólogo sueco, Peter Jonas Bergius no ano de 1767, onde descreve a flora do Cabo da Boa Esperança.